# Megachile toscata
Megachile toscata är en biart som beskrevs av Mitchell 1934. Megachile toscata ingår i släktet tapetserarbin, och familjen buksamlarbin. Inga underarter finns listade i Catalogue of Life.